# Patricia Castañeda

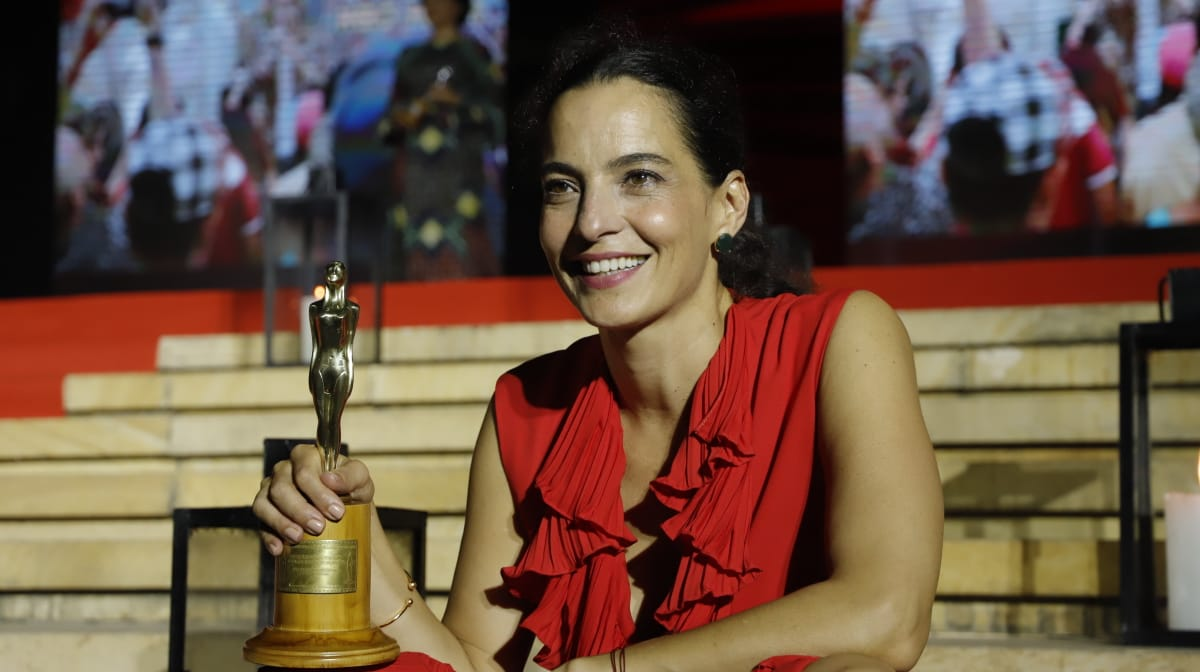
India Catalina Award Best Leading Actress

Patricia Castañeda (sinh ngày 16 tháng 2 năm 1977) là một nữ diễn viên người Colombia. Patricia được sinh ra ở Cali, Colombia. Trong khi ở trường, Castañeda được yêu cầu thử giọng cho một chương trình dành cho trẻ em tên là La Brújula Mágica, cô đã tham gia và tổ chức chương trình trong hơn 4 năm và bỏ các nghiên cứu về kiến trúc. Sau đó, cô đã trở thành nhân vật chính trong bộ phim truyền hình Tiempos Dificiles và được đề cử cho giải thưởng nữ diễn viên xuất sắc nhất trong Liên hoan phim Cartagena (Festival de Cine de Cartagena). Sau đó, cô chuyển đến thành phố New York và học diễn xuất tại HB Studio trong 3 năm, đồng thời cô tham gia các khóa học viết sáng tạo với Robert Auleta trong Trường Nghệ thuật Thị giác.
Caracol TV đã gọi cô trở lại để tham gia dàn diễn viên hài kịch giỏi nhất của năm có tên là Pecados Capitales. Sau đó cô đóng vai chính trong La Saga, La Tormenta và bộ phim đầu tiên của cô: Otros đạo diễn bởi Oscar Campo. Năm 2006 cô được chọn đóng vai Valeria, một vai nhỏ trong bộ phim Satanas đạo diễn bởi Andi Baiz. Năm 2004 cô trở thành một trong những nhân vật nổi tiếng đầu tiên tham gia vào một chương trình thực tế; Desafio 2004 cùng với El Pibe Valderrama. Năm 2009, cô được chọn tham gia chương trình hài kịch của quán cà phê Camara và năm 2010 cô đã tham gia loạt phim truyền hình Los Caballeros las Prefieren Brutas, bộ phim đầu tiên của Sony Entertainment Television, cô đóng vai Hannah de la Aspriella. Vào năm 2011, Sony Entertainment Television bắt đầu quay mùa thứ hai, và Patricia sẽ đóng lại vai diễn Hannah.

## Sách
Vào tháng 12 năm 2010, Castañeda xuất bản cuốn tiểu thuyết đầu tiên của cô, Virginia Casta, cùng với Villegas Editores. Cuốn tiểu thuyết mà cô đã mất một năm để viết này là một bộ phim hài lãng mạn, với hương vị dí dỏm và rất lãng mạn. Cho đến nay, Virginia Casta đã được tái bản lần thứ hai. Cuốn tiểu thuyết đã được chuyển thể thành phim bởi diễn viên/đạo diễn Claudio Cataño. Cô đã kết hôn với Claudio Cataño được bảy năm.

## Sự nghiệp diễn xuất

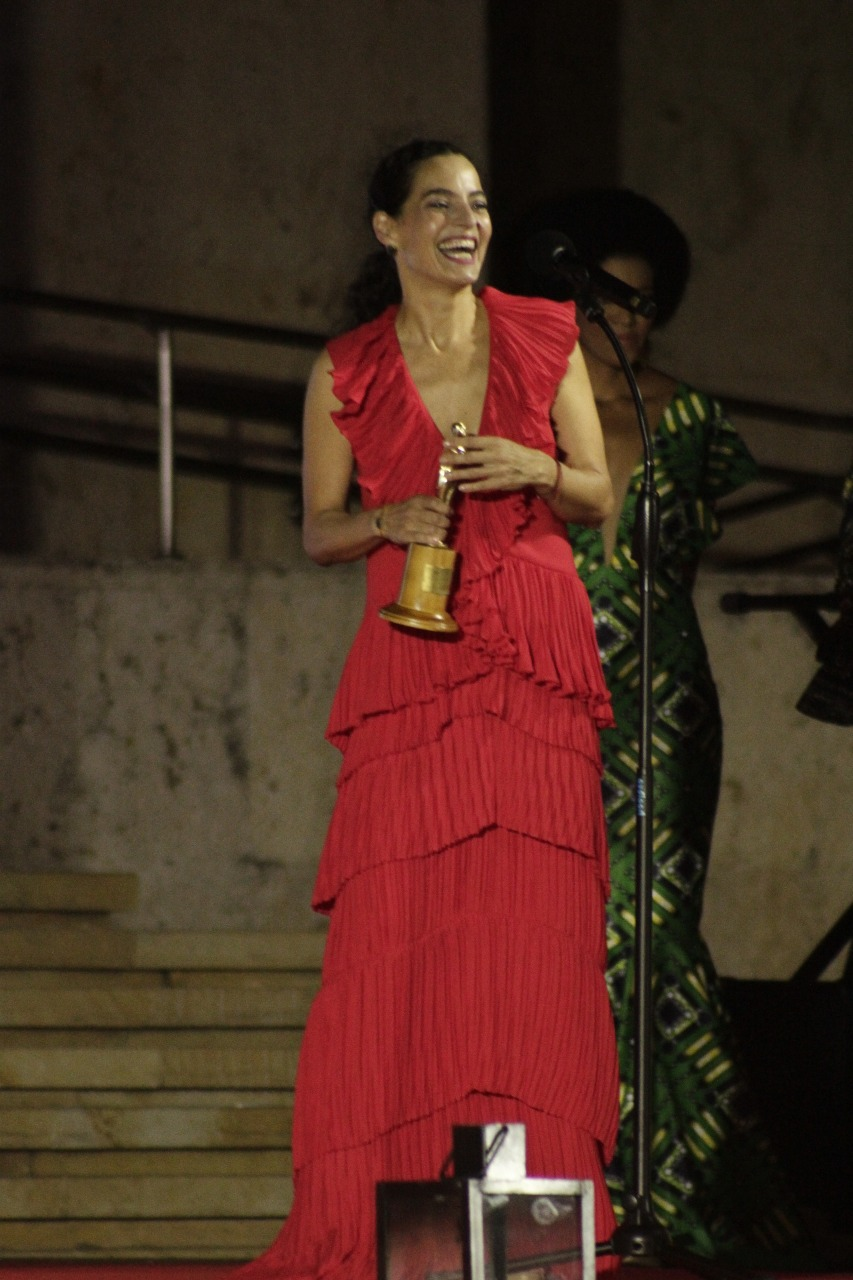
India Catlina Best Leading Actress

### Phim truyền hình
- Tiempos Dificiles (1996)
- Pecados Capitales (2002)
- La Saga (2004)
- La Tormenta (2006)
- Vuelo 1503 2007
- Camara Cafe 2008
- Los Caballeros las Prefieren Brutas
- La Ley del corazon 2015
- El laberinto de Alicia 2016
- Nadie me quita lo bailao 2016
- Debora, la mujer que desnudo a Colombia 2018

### Phim
- Satanas (2006)
- Love in the Time of Cholera(2006)
- Passing by 2008
- Yo soy Otro 2008
- La vida era en serio 2009
- Moria 2015
- Pacifico 2016
- Handle with care 2017
- Virginia Casta 2017